# Colère noire (film, 1955)
Pour les articles homonymes, voir Colère noire.
Colère noire (titre original : Hell on Frisco Bay) est un film américain réalisé par Frank Tuttle, sorti en 1955.

## Synopsis
Le film met en scène un ancien officier de police (Ladd) qui cherche à se venger après avoir fait cinq ans de prison à San Quentin pour un meurtre qu'il n'avait pas commis. De retour à San Francisco, il recherche sur le front de mer les racketteurs de la pègre qui sont les vrais responsables. Il va bientôt découvrir que c'est le parrain de la mafia, Victor Amato, (Edward G. Robinson) qui est derrière toute l'affaire.

## Fiche technique
- Titre : Colère noire
- Titre original : Hell on Frisco Bay
- Réalisation : Frank Tuttle
- Scénario : Sydney Boehm, Martin Rackin d'après le roman de William P. McGivern La Colère noire (The Darkness Hour)
- Photographie : John F. Seitz
- Musique : Max Steiner
- Production : George C. Bertholon, Alan Ladd
- Société de production : Jaguar Productions
- Société de distribution : Warner Bros.
- Format: couleur (WarnerColor) — 35 mm — 2,55:1
- Genre : Film dramatique, Film policier, film noir
- Durée : 98 minutes
- Dates de sortie :
  - États-Unis : décembre 1955
  - France : 13 juin 1956
- Affiche : André Bertrand (France)

## Distribution
- Alan Ladd (VF : René Arrieu)  : Steve Rollins (« Yves » Rollins en VF)
- Edward G. Robinson (VF : Serge Nadaud)  : Victor Amato
- Joanne Dru  (VF : Claire Guibert) : Marcia Rollins (« Martha » Rollins en VF)
- William Demarest  (VF : Pierre Morin) : Dan Bianco
- Paul Stewart  (VF : Claude Péran) : Joe Lye (« Jean » Lye en VF)
- Perry Lopez (VF : Michel François)  : Mario Amato
- Fay Wray (VF : Lita Recio)  : Kay Stanley
- Renata Vanni : Anna Amato
- Nestor Paiva  (VF : Camille Guérini) : Louis Fiaschetti
- Stanley Adams  (VF : Jean Clarieux) : Hammy
- Willis Bouchey  (VF : Pierre Leproux) : le lieutenant de police Paul Neville
- Peter Hansen  (VF : Roland Ménard) : le détective Connors
- Anthony Caruso : Sebastian Pasmonick
- George J. Lewis  (VF : Raymond Loyer) : le père Larocca
- Tina Carver : Bessie Coster
- Rod Taylor : John Brodie Evans
- Peter J. Votrian : George Pasmonick
- Jayne Mansfield

Acteurs non crédités :
- Belle Mitchell : Sanchina Fiaschetti
- Mario Siletti : le pêcheur
- Tito Vuolo : Tony
- Voltaire Perkins (VF : Richard Francœur) : l'avocat d'Amato
- Herb Vigran (VF : Jean Daurand) : Phil